# Požarnica (Chorwacja)
Požarnica – wieś w Chorwacji, w żupanii primorsko-gorskiej, w mieście Čabar. W 2011 roku liczyła 1 mieszkańca.